# Do Bolūkān
Do Bolūkān (persiska: دُو مُلوكان, دُمبَلِه كوه, دُو بُلوكان, دو بلوكان, Do Molūkān) är en ort i Iran.   Den ligger i provinsen Lorestan, i den centrala delen av landet, 300 km sydväst om huvudstaden Teheran. Do Bolūkān ligger 1 920 meter över havet och antalet invånare är 193.
Terrängen runt Do Bolūkān är varierad.Runt Do Bolūkān är det ganska glesbefolkat, med 29 invånare per kvadratkilometer. Närmaste större samhälle är Aznā, 11,2 km norr om Do Bolūkān. Trakten runt Do Bolūkān består till största delen av jordbruksmark.